# Oslo Damekor
Az Oslo Damekor (Oslói hölgykórus) nevű norvég női énekkart 1870-ben alapították Oslóban. A kórus 1936 óta – az 1945 tavaszi bombázások kivételével – ugyanazon a helyen, az Oslo Maskinistforenings (Oslói Gépészegyesület)nek az Ibsen-múzeum feletti helyiségeiben tartja próbáit. Az énekkarnak 2014 óta 25 énekes a tagja. Repertoárjuk népdalokat és klasszikus, valamint modern kórusműveket is magába foglal.

## Története
Az Oslo Damekor 1870. december 3-án alakult meg Christiania Arbeidersamfunds Kvinnesangforening (A christianiai munkás önsegélyező egylet női énekkara) néven. A kezdetekkor a kórusnak több mint 100 tagja volt. Havonta 13 öre tagdíjat kellett fizetniük, de csak azoknak, akik ezt megtehették. Száz évvel később a tagok száma 65 volt, a tagdíj pedig 20 korona. 1925-től a norvég főváros nevének megváltozásával kapta a kórus a mai nevét.
Az Oslo Damekor ott volt a között a 8000 énekes között, akik ünnepélyesen fogadták a második világháború után hazatérő norvég királyi családot. Ugyanabban az évben Olaf akkori trónörökös megjelent az együttes 75 éves jubileumán. 1970-ben, a kórus 100. évfordulóján V. Olaf norvég király és a trónörökös pár is ott volt a hallgatóság soraiban. 
Az énekkar számára fennállása alatt neves szerzők sok művet írtak, köztük Johan Kvandal (zene) és Einar Skjæraasen (szöveg) a Stille című ismert kórusművüket.

## Magyarországi fellépés
2015 decemberében a kórus részt vett a hagyományos budapesti adventi kóruskoncerten és december 4-én nagy sikerrel lépett fel a Felsővízivárosi Szent Anna-plébániatemplomban.

## Fordítás
- Ez a szócikk részben vagy egészben a Oslo Damekor című norvég (Bokmål) Wikipédia-szócikk ezen változatának fordításán alapul.  Az eredeti cikk szerkesztőit annak laptörténete sorolja fel. Ez a jelzés csupán a megfogalmazás eredetét és a szerzői jogokat jelzi, nem szolgál a cikkben szereplő információk forrásmegjelöléseként.